# Zarzecze (rejon miński)
Zarzecze (biał. Зарэчча, ros. Заречье) – wieś na Białorusi, w obwodzie mińskim, w rejonie mińskim, w sielsowiecie Łochowska Słoboda.
Dawniej folwark.